# Forward (ishockey)
Forward är anfallspositionen inom ishockeyn och det finns tre typer av forwards:
- Vänsterforward (VF) är en anfallsspelare med utgångspunkt till vänster om centern/centerforwarden i anfallsriktningen.[1]
- Center/Centerforward (C) är en anfallsspelare med utgångspunkt mellan de båda yttrarna; vänsterforwarden och högerforwarden.[2]
- Högerforward (HF) är en anfallsspelare med utgångspunkt till höger om centern/centerforwarden i anfallsriktningen.[3]